# 隰县鼓楼
隰县鼓楼，位于山西省临汾市隰县县城中心，是中华人民共和国全国重点文物保护单位之一。
2004年6月10日，公布为山西省文物保护单位，编号4-148。2013年5月公布为全国重点文物保护单位，是一座古建筑。